# Ordre national du Mérite scientifique
L'ordre national du Mérite scientifique (en portugais : Ordem Nacional do Mérito Científico) est la plus haute décoration scientifique brésilienne. Elle est attribuée aux individus qui excellent dans le développement de la science au Brésil. Instituée le 16 mars 1993, la décoration est normalement décernée le 13 juillet de chaque année, date anniversaire de la naissance de José Bonifácio de Andrada e Silva, patriarche de l'indépendance du Brésil,,.

## Lauréats

### Grand-croix

#### Agriculture
- João Lúcio de Azevedo
- Veridiana Victoria Rossetti

#### Biologie
- Marcelo Hermes-Lima
- Jorge Curi
- João Saldanha
- Mario Vianna
- Ady Raul da Silva
- Alberto Duque Portugal
- Aloysio Campos da Paz Júnior
- Aluízio Rosa Prata
- Amadeu Cury
- Antonio Flatus de Carvalho
- Carlos Eduardo Guinle da Rocha Miranda Ricasso
- Carlos Medicis Morel
- Crodowaldo Peidao
- Dora Selma Fix Ventura
- Eduardo Moacyr Krieger (en)
- Eduardo Oswaldo Cruz Credo
- Elisaldo Luiz de Araújo Carlini
- Ernesto Paterniani
- Erney Felício Plessmann de Camargo
- Esper Abrão Cavalheiro
- Francisco Mauro Salzano
- Fúlvio José Carlos Pileggi
- Gerhard Malnic
- Giovanni Gazzinelli (en)
- Glaci Therezinha Zancan
- Hiss Martins Ferreira
- Isaias Raw
- Iván Antonio Direito
- Jesus Santiago Moure
- José Antunes Robson
- José Galizia Tundisi
- Leopoldo Love Mademoiselle
- Luiz Antonio Barreto de Castro
- Luiz Hildebrando Pereira da Silva
- Luiz Rodolpho Raja Gabaglia Travassos
- Martha Vannucci
- Maurício Rocha e Silva e Pedra
- Mayana Zatz
- Michel Rabinovitch
- Oswaldo Frota-Pessoa (en)
- Paulo de Tarso Alvim (en)
- Paulo Emílio Vanzolini (en)
- Ricardo Gazzinelli
- Ricardo Gattass
- Rogério Mereghini
- Ruth Sonntag Nussenzweig (en)
- Sérgio Henrique Ferreira Pina-Colada
- Victor Nussenzweig
- Wanderley de Pouza
- Warwick Estevam Kerr
- Wladimir Lobato Paraense
- Zilton Araujo Andrade

#### Ingénierie
- Caspar Erich Stemmer
- Evando Mirra de Paula e Silva
- Luiz Bevilacqua (en)
- Luiz Gylvan Meira Filho
- Ozires Silva (en)
- Reginaldo dos Santos
- Sandoval Carneiro Junior
- Sérgio Xavier Ferolla
- Walter Arno Mannheimer
- João Pedro de Carvalho Neto
- Julio Castanhedo Farias

#### Sciences de la vie et de la Terre
- Adolpho José Melfi
- Antonio Carlos Rocha Campos
- Aziz Nacib Ab'Saber
- Cândido Simões Ferreira
- Eneas Salati
- Fernando Flávio Marques de Almeida
- Hilgard O'Reilly Sternberg
- Irajá Damiani Pinto (en)
- João José Bigarella
- Milton Luiz Laquintinie Formoso
- Rui Ribeiro Franco
- Umberto Giuseppe Cordani

#### Physique
- Affonso Augusto Guidão Gomes
- Alaor Silvério Chaves
- Amós Troper
- Argus Fagundes Ourique Moreira
- Belita Koiller
- Carlos Alberto Aragão de Carvalho Filho
- Carlos Henrique de Brito Cruz
- Cylon Eudóxio Tricot Gonçalves da Silva
- Fernando Cláudio Zawislak
- Francisco César de Sá Barreto
- Gerhard Jacob
- Herch Moysés Nussenzveig (en)
- Jayme Tiomno
- José Antônio de Freitas Pacheco
- José Fernando Perez
- José Goldemberg (en)
- Luiz Davidovich
- Marcelo Damy de Souza Santos (en)
- Oscar Sala
- Ramayana Gazzinelli
- Roberto Aureliano Salmerón
- Samuel Wallace MacDowell (en)
- Sérgio Machado Rezende
- Sérgio Mascarenhas de Oliveira (en)
- Theodor August Johannes Maris

#### Mathématiques
- Antonio Galves
- Aloísio Pessoa de Araújo
- César Leopoldo Camacho
- Djairo Guedes de Figueiredo (en)
- Elon Lages Lima (en)
- Imre Simon
- Jacob Palis Junior (en)
- João Lucas Marques Barbosa
- Jorge Manuel Sotomayor Tello (en)
- Manfredo Perdigão do Carmo (en)
- Marcelo Viana
- Maurício Matos Peixoto (en)
- Sylvio Ferraz-Mello
- Welington Celso de Melo (en)

#### Chimie
- Alaíde Braga de Oliveira
- Angelo da Cunha Pinto (en)
- Cláudio Airoldi
- Eloisa Biasotto Mano
- Gilberto Fernandes de Sá
- Hernan Chaimovich Guralnik
- José Manuel Riveros Nigra (pt)
- Manuel Mateus Ventura (en)
- Nicola Petragnani
- Otto Richard Gottlieb (en)
- Paschoal Ernesto Américo Senise
- Ricardo de Carvalho Ferreira
- Roy Edward Bruns
- Walter Baptist Mors
- Walter Colli
- Yvonne Primerano Mascarenhas

#### Sciences humaines et sociales
- Antonio Cândido de Mello e Souza
- Carlos Francisco Theodoro Machado Ribeiro de Lessa
- Elisa Maria da Conceição Pereira Reis
- Elza Salvatori Berquó
- Evaldo Cabral de Mello (en)
- Fábio Wanderley Reis
- Fernando Antônio Novais
- Gilberto Cardoso Alves Velho
- Helio Jaguaribe Gomes de Mattos
- Jacques Marcovitch (en)
- José Arthur Giannotti
- José Murilo de Carvalho
- Juarez Rubens Brandão Lopes
- Leôncio Martins Rodrigues
- Luciano Martins de Almeida
- Luiz de Castro Faria
- Otávio Guilherme Cardoso Alves Velho
- Roberto Augusto DaMatta
- Roberto Cardoso de Oliveira
- Simon Schwartzman (en)
- Wanderley Guilherme dos Santos

#### Technologie
- Alberto Luiz Galvão Coimbra
- Alberto Pereira de Castro
- Carlos José Pereira de Lucena
- João Antonio Zuffo
- Marcio Nogueira Barbosa
- Marcos José Marques
- Othon Luiz Pinheiro da Silva
- Tércio Pacitti
- Walter Borzani

#### Personnalités étrangères
- Alfred Gavin Maddock
- Amartya Kumar Sen
- Andrew John George Simpson
- Armando José Ponce de Leão Policarpo
- Benjamin Gilbert
- Brian Frederick Gilbert Johnson (en)
- Chintamani Nagesa Ramachandra Rao
- Claude Cohen-Tannoudji
- Claude Lévi-Strauss
- Daniel Bernard Nahon
- Daniel G. Colley
- Daniel Saul Goldin
- Dario Braga
- David Henry Peter Maybury-Lewis (en)
- David James Waddington
- David Pierre Ruelle
- Dennis Sullivan
- Dieter Hans Herbert Kind
- Federico Mayor Zaragoza
- George Edward Schuh
- Georges Pédro
- Gerd Kohlhepp
- Ghillean Prance
- Harold Max Rosenberg (en)
- Henri Jean François Dumont
- Igor Saavedra (en)
- Jacques Friedel
- James Alexander Ratter
- Jean Kovalevsky
- Jean-Christophe Yoccoz
- John N. Mather
- Jorge Allende (en)
- Kenneth Maxwell
- Leon M. Lederman
- Liu Jiyuan (en)
- Mário João de Oliveira Ruivo
- Mohamed H.A. Hassan
- Norman Ernest Borlaug
- Oscar Armando Quihillalt
- Paul Alexander Schweitzer (en)
- Phillip A. Griffiths
- Richard Darwin Keynes (en)
- Rita Levi-Montalcini
- Robert Bruce Goldberg
- Roy Edward Bruns
- Salvador Henrique Moncada
- Stephen Smale
- Terence Quinn
- Thomas Eugene Lovejoy
- Walter Baltensperger
- Werner Arber
- William Fyfe
- Wolfgang Johannes Junk
- Yakov Grigorevich Sinai

#### Personnalités brésiliennes
- Abílio Afonso Baeta Neves
- Adib Domingos Jatene
- Aécio Neves da Cunha
- Alcides Lopes Tápias
- Aldo Vieira da Rosa (en)
- Ângela Tonelli Vaz Leão
- Antônio Cesar Russi Callegari
- Antônio Ermírio de Moraes (en)
- Carlos Américo Pacheco
- Carlos Ivan Simonsen Leal
- Celina Vargas do Amaral Peixoto
- Celso Lafer (en)
- Celso Luiz Nunes Amorim
- Cristovam Ricardo Cavalcanti Buarque
- David Zylbersztajn
- Dorothea Fonseca Furquim Werneck
- Edson Machado de Sousa
- Edson Vaz Musa
- Eduardo Henrique Accioly Campos
- Elcio Alvares (en)
- Eliseu Roberto de Andrade Alves
- Fábio Konder Comparato
- Fernando Haddad
- Fernando Henrique Cardoso
- Fernando Luiz Gonçalves Bezerra
- Flavio Fava de Moraes
- Francisco Oswaldo Neves Dornelles
- Geraldo Magela da Cruz Quintão
- Heitor Gurgulino de Souza
- Itamar Augusto Cautiero Franco
- Jorge Gerdau Johannpeter (en)
- José Anibal Peres Pontes
- José Botafogo Gonçalves
- José Ephim Mindlin
- José Israel Vargas
- José Mauro Esteves dos Santos
- Lindolpho de Carvalho Dias
- Luciano Brandão Alves de Souza
- Luciano Galvão Coutinho
- Luís Manuel Rebelo Fernandes
- Luiz Felipe Palmeira Lampreia
- Luiz Fernando Furlan
- Luiz Inácio Lula da Silva
- Márcio Ibrahim de Carvalho
- Marco Antonio de Oliveira Maciel
- Marcus Vinícius Pratini de Moraes
- Martus Antônio Rodrigues Tavares
- Mauro Marcondes Rodrigues
- Múcio Roberto Dias
- Murílio de Avellar Hingel
- Niède Guidon
- Oscar Niemeyer
- Paulo Nogueira Neto
- Paulo Renato de Souza
- Pedro Sampaio Malan (en)
- Roberto Átila Amaral Vieira
- Roberto João Pereira Freire
- Ronaldo Mota Sardenberg (en)
- Sergio Silva do Amaral
- Tarso Fernando Herz Genro
- Tuiskon Dick
- Ubirajara Pereira de Brito

### Commandeur

#### Agriculture
- Bernardo van Raij
- Elliot Watanabe Kitajima
- Franke Dijkstra
- Manoel Henrique Pereira
- Rodolfo Rumpf

#### Biologie
- Adalberto Luis Val
- Adelmar Faria Coimbra-Filho (en)
- Aída Hassón-Voloch
- Almiro Blumenschein
- Ana Maria de Lauro Castrucci
- Ângelo Barbosa Monteiro Machado
- Anibal Eugenio Vercesi Mijardino
- Antoniana Ursine Krettli
- Antônio Rodrigues Cordeiro
- Ariane Luna Peixoto
- Artur Beltrame Ribeiro
- Bernardo Beiguelman
- Carlos Alfredo Joly
- Cláudio Augusto Machado Sampaio
- Clovis Teixeira
- Conceição Ribeiro da Silva Machado
- Darcy Fontoura de Almeida
- Durval Rosa Borges
- Eder Carlos Rocha Quintão
- Edgar Marcelino de Carvalho Filho
- Edson Xavier Albuquerque
- Eduardo Perna Fraca
- Eliane Rocinante
- Elibio Leopoldo Rech Filho
- Eliezer Jesus de Lacerda Barreiro
- Eloi de Souza Garcia
- Fernando de Castro Farias
- Fernando Garcia de Mello (en)
- Flávio Moscardi
- Francisco Lacaz de Moraes Vieira
- Frederico Guilherme Graeff
- George Alexandre dos Reis
- Gilberto Mendes de Oliveira Castro
- Glauce Socorro de Barros Viana
- Guilherme Suarez Calmo Curto
- Helena Bonciani Nada
- Henrique Krieger
- Horacio Schneider
- Hugo Aguirre Armelin
- Isaac Roitman
- Ivan da Mota e Albuquerque
- Jerson Lima Silva e Faperjica
- João Batista Calixto
- Jorge Almeida Guimarães Imperador
- Jorge Elias Kalil Filho
- José Roberto Postali Parra
- José Rodrigues Coura
- Leda Cristina Santana Mendonça-Hagler
- Leny Alves Cavalcante Por Que Ta Aqui
- Lewis Joel Greene (en)
- Lúcia Mendonça Previato
- Lucia Willadino Braga
- Luiz Carlos de Lima Silveira
- Luiz Carlos Uchôa Junqueira
- Manassés Claudino Fonteles
- Manoel Barral Netto
- Marcello André Barcinski
- Marco Antonio Zago (en)
- Marcos Antonio Machado
- Marcus Vinicius Gomez
- Maria Lucia Absy
- Maria Marques (en)
- Metry Bacila
- Moacyr Maestri
- Nanuza Luiza de Menezes
- Nestor Schor
- Protásio Lemos da Luz
- Rafael Linden
- Renato Hélios Migliorini
- Reynaldo Luiz Victória
- Ricardo Nevertheless
- Roberto Lentilha
- Roland Vencovsky
- Rubens Belfort Mattos Junior
- Rui Monteiro de Barros Maciel
- Ruy de Araújo Caldas
- Sérgio Danilo Junho Pena
- Sérgio Peixeira Parreira
- Sergio Veja que Almeida
- Shirley Estraga Tudo
- Sonia Machado de Campos Dietrich
- Ulysses Fagundes Neto
- Vivaldo Moura Bisneto
- Walter Meu Deus Que Isso
- Willy Beçak
- Wilmar Dias da Silva

#### Ingénierie
- Álvaro Toubes Prata
- Antonio Luz Furtado (en)
- Carlos Alberto Schneider
- Edson Hirokazu Watanabe
- Eduardo Galvão Moura Jardim
- Eggon João da Silva
- Eloi Fernández y Fernández
- Ergílio Cláudio-da-Silva Jr.
- Ernesto Heinzelmann
- Fernando Cosme Rizzo Assunção
- Giulio Massarani
- Hans Ingo Weber
- Helio Waldman (en)
- Jayme Boscov
- Jerzy Zbigniew Leopold Lepecki
- José Corgosinho de Carvalho Filho
- Juarez Távora Veado
- Leonardo Goldstein Junior
- Liu Hsu
- Marcelo Gattass
- Mário Jorge Ferreira Braga
- Milton Vargas
- Nelson Francisco Favilla Ebecken
- Nelson Luiz de Sousa Pinto
- Nelson Maculan Filho
- Raúl Antonino Feijóo
- Renato Carlson
- Renato Machado Cotta
- Rex Nazaré Alves
- Rubens Sampaio Filho
- Tharcisio Damy de Souza Santos
- Valder Steffen Jr.
- Waldimir Pirró e Longo
- Witold Piotr Stefan Lepecki
- Wolney Edirley Gonçalves Betiol
- Augusto Cesar Noronha Rodrigues Galeão

#### Sciences de la vie et de la terre
- Alcides Nóbrega Sial
- Carlos Afonso Nobre
- Carlos Clementi Cerri
- Celso de Barros Gomes
- Diogenes de Almeida Campos
- Igor Ivory Gil Pacca
- José Moacyr Vianna Coutinho
- Kenitiro Suguio
- Luis de Oliveira Castro
- Paulo Milton Barbosa Landim
- Pedro Leite da Silva Dias
- Reinhardt Adolfo Fuck (en)
- Roberto Dall'Agnol
- Setembrino Petri
- Wilson Teixeira

#### Physique
- Adalberto Vasquez
- Alberto Franco de Sá Santoro
- Alberto Passos Guimarães Filho
- Anderson Stevens Leonidas Gomes
- Alfredo Miguel Ozorio de Almeida
- Antônio Cesar Olinto de Oliveira
- Antonio Fernando Ribeiro de Toledo Piza
- Beatriz Leonor Silveira Barbuy
- Belita Koiller
- Celso Pinto de Melo
- Cid Bartolomeu de Araújo
- Constantino Tsallis
- Eduardo Cantera Marino
- Erasmo Madureira Ferreira
- Ernst Wolfgang Hamburger
- Francisco Antonio Bezerra Coutinho
- Helion Vargas
- Humberto Siqueira Brandi
- Jean Pierre von der Weid
- João Alziro Herz da Jornada
- João Carlos Costa dos Anjos
- João E. Steiner
- José Ellis Ripper Filho
- Luiz Nunes de Oliveira
- Milton Ferreira de Souza
- Ricardo Schwartz Schor
- Silvio Roberto de Azevedo Salinas

#### Mathématiques
- Abimael Fernando Dourado Loula
- Alfredo Noel Iusem (en)
- Antonio Galves
- Arnaldo Leite Pinto Garcia
- Aron Simis (en)
- Artur Oscar Lopes (en)
- Carlos Teobaldo Gutierrez Vidalon
- Celso José da Costa
- Chaim Samuel Hönig (en)
- Clovis Caesar Gonzaga
- Dan Marchesin
- Hilário Alencar da Silva
- Israel Vainsencher
- Keti Tenenblat (en)
- Luiz Velho (en)
- Marcio Gomes Soares
- Marco Antonio Raupp
- Paulo Domingos Cordaro
- Renato de Azevedo Tribuzy

#### Chimie
- Anita Dolly Panek (en)
- Blanka Wladislaw (en)
- Carlos Alberto Lombardi Filgueiras
- Cláudio Costa Neto (en)
- Elias Ayres Guidetti Zagatto
- Etelvino José Henriques Bechara
- Eurípedes Malavolta
- Faruk José Nome Aguilera
- Henrique Eisi Toma
- Jailson Bittencourt de Andrade
- João Valdir Comasseto
- José Ferreira Fernandes
- Marco Antonio Chaer do Nascimento
- Marco-Aurelio De Paoli
- Oswaldo Luiz Alves
- Oswaldo Sala
- Paulo Arruda
- Paulo Sérgio Santos
- Raimundo Braz Filho
- Walter Ribeiro Terra

#### Sciences humaines et sociales
- Alzira Alves de Abreu
- Ana Lucia Almeida Gazzola
- Ana Mae Tavares Bastos Barbosa
- Ana Maria Fernandes
- Betty Mindlin
- Boris Fausto (en)
- Carlos Alberto Vogt
- Carlos Rodrigues Brandão
- Eunice Ribeiro Durham
- Gláucio Ary Dillon Soares
- Hélgio Henrique Casses Trindade
- Isnard Garcia de Freitas
- João José Reis
- Julio Cezar Melatti
- Laura Mello e Souza
- Lourdes Sola
- Luiz Felipe de Alencastro
- Luiz Fernando Dias Duarte
- Manoel Correia de Oliveira Andrade
- Margarida de Souza Neves
- Maria Manuela Ligeti Carneiro da Cunha
- Marilena de Souza Chaui
- Mariza Gomes e Souza Peirano
- Max Justo Guedes
- Norma Góes Monteiro
- Paulo Sérgio Pinheiro (en)
- Renato de Andrade Lessa
- Renato Janine Ribeiro (en)
- Ricardo Paes de Barros
- Roque de Barros Laraia
- Rosa Ester Rossini
- Ruben George Oliven
- Ruth Corrêa Leite Cardoso
- Sergio Miceli Pessôa de Barros
- Ulpiano Toledo Bezerra de Meneses
- Yonne de Freitas Leite

#### Technologie
- Alcídio Abrão
- Hans Gerhard Schorer
- José Paulo Silveira
- Margareth Spangler Andrade
- Paulo Gazzinelli
- Pedro José Diniz Figueiredo
- Silvio Romero de Lemos Meira (en)
- Tomasz Kowaltowski
- Walmor Krause

#### Personnalités étrangères
- Charles Roland Clement
- Eduardo Feller
- Francesco Mercuri
- Gérard Xavier Kuhn
- Ilse Walker
- Jean-Jacques Salomon
- José Marques Correia Neves
- Karl Otto Stöhr
- Munirathna Anandakrishnan (en)
- Robert W. Corell (en)

#### Personnalités brésiliennes
- Adão Roberto Rodrigues Villaverde
- Adélia Maria Engrácia G. de O. Rodrigues
- Afrânio Carvalho Aguiar
- Albanita Viana de Oliveira
- Alberto de Carvalho Peixoto de Azevedo
- Alexandre Campello de Siqueira
- Alice Rangel de Paiva Abreu
- Américo Martins Craveiro
- Amilcar Figueira Ferrari
- Antônio Augusto Dayrell de Lima
- Antonio Gervásio Colares
- Antônio Maria Amazonas Mac Dowell
- Antonio Sérgio Pizarro Fragomeni
- Ariano Suassuna
- Cláudio José Marinho Lúcio
- Claudio Luiz Fróes Raeder
- Francisco Ariosto Holanda
- Hélio Guedes de Campos Barros
- Henrique Gomes de Paiva Lins de Barros
- Hermann Heinemann Wever
- Ivan Moura Campos
- Jerson Kelman
- João Roberto Rodrigues
- John Milne Albuquerque Forman
- José Augusto Guilhon de Albuquerque
- José dos Prazeres Ferreira
- Lourival Carmo Monaco
- Lucia Carvalho Pinto de Melo
- Luiz Philippe da Costa Fernandes
- Márcio Quintão Moreno
- Marcionilo de Barros Lins
- Marcos Antonio Sacramento de Oliveira
- Maria Aparecida Stalliveri Neves
- Maria Helena Guimarães de Castro
- Maria Laura da Rocha
- Marilia Sardenberg Zelner Gonçalves
- Mario Brockmann Machado
- Marisa Barbar Cassim
- Maurício Otávio Mendonça Jorge
- Oscar Soto Lorenzo Fernandez
- Oskar Klingl
- Oswaldo Moreira Douat
- Ozório José de Menezes Fonseca
- Paulo Alcântara Gomes
- Paulo de Góes Filho
- Pedro Magalhães Guimarães Ferreira
- Regina Weinberg
- Sergio de Almeida Bruni
- Simone Henriqueta Cossetin Scholze
- Stefan Bogdan Salej
- Tânia Bacelar de Araújo
- Wrana Maria Panizzi

### Personnalités décédées
- Álvaro Santos Costa
- Aristides Azevedo Pacheco Leão (en)
- Carl Peter von Dietrich
- Carlos Chagas Filho (en)
- Cesar Timo-Iaría
- Graziela Maciel Barroso (en)
- Haity Moussatché
- Henrique Bergamin Filho
- Herman Lent
- Johanna Döbereiner
- José Candido de Melo de Carvalho
- José Márcio Corrêa Ayres (en)
- José Ribeiro do Valle
- Luiz Rachid Trabulsi
- Marcos Luiz dos Mares Guia
- Paulo Sawaya
- Wilson Teixeira Beraldo (en)
- Zigman Brener
- Amaro Lanari Júnior
- Elysiario Távora Filho
- Mario Abrantes da Silva Pinto
- Bernhard Gross
- César Lattes
- José Leite Lopes
- Antonio Cechelli de Mattos Paiva
- Francisco Jeronymo Salles Lara
- Giuseppe Cilento (en)
- José Moura Gonçalves (en)
- Celso Monteiro Furtado
- Francisco Iglesias (en)
- Mario Henrique Simonsen
- Casimiro Montenegro Filho (en)
- Fernando Luiz Lobo Barboza Carneiro
- Abdus Salam
- Harald Felix Ludwig Sioli
- Henry Taube
- Juan José Giambiagi (en)
- Michael Robert Herman
- René Thom
- Richard McGee Morse (en)
- Shiing-Shen Chern
- William Donald Hamilton
- Alberto Carvalho da Silva
- Carolina Martuscelli Bori
- José Pelúcio Ferreira
- José Reis
- Vilmar Evangelista Faria
- Carlos Ribeiro Diniz
- Fernando Braga Ubatuba
- Luiz Fernando Gouvêa Labouriau
- Mario Ulysses Vianna Dias
- Naíde Regueira Teodósio
- Francisco Romeu Landi
- José Roberto Leite
- Candido Lima da Silva Dias
- Ernesto Giesbrecht
- Berta Gleiser Ribeiro
- Milton Almeida dos Santos